# SomTV
 (mai 2025).

Andorra Telecom televisió est l'offre de télévision par fibre optique en Andorre distribué par l'unique opérateur, Andorra Telecom.
Elle propose les chaînes gratuites espagnoles et françaises ainsi que le bouquet Movistar Plus+.
Andorra Telecom s'occupe aussi de la diffusion de la télévision numérique terrestre à travers le pays.

## Liste des chaînes
En plus du bouquet de base (Mini), il est possible de souscrire à des bouquets de Movistar+ :
- Movistar+ Selección
- Cine
- Plusieurs packs de sport (Futbol, MotoGP, Golf et Formule 1)
- Chaîne à l'unité (Mezzo, Caza y Pesca, Playboy TV)
- Movistar+ Total Plus : toutes les chaînes Movistar+

### Cinéma
| N° | Nom de la chaîne    | Propriétaire               | Bouquet             |
| -- | ------------------- | -------------------------- | ------------------- |
| 1  | M+                  | Telefónica                 | Movistar+ Selección |
| 2  | Originales por M+   | Telefónica                 | Movistar+ Selección |
| 3  | Cine por M+         | Telefónica                 | Movistar+ Selección |
| 4  | Series por M+       | Telefónica                 | Movistar+ Selección |
| 5  | Documentales por M+ | Telefónica                 | Movistar+ Selección |
| 6  | Música por M+       | Telefónica                 | Movistar+ Selección |
| 7  | Acción por M+       | Telefónica                 | Movistar+ Selección |
| 8  | Comedia por M+      | Telefónica                 | Movistar+ Selección |
| 9  | Drama Por M+        | Telefónica                 | Movistar+ Selección |
| 20 | TCM                 | Turner Broadcasting System | Movistar+ Selección |
| 21 | Canal Hollywood     | AMC Networks               | Movistar+ Selección |

### Séries
| 26 | Star Channel   | Fox Networks Group               | Movistar+ Selección |
| 27 | AXN            | Sony Entertainment Television    | Movistar+ Selección |
| 28 | Warner TV      | Turner Broadcasting System       | Movistar+ Selección |
| 29 | Comedy Central | ViacomCBS Networks EMEAA         | Movistar+ Selección |
| 30 | Calle 13       | Universal Networks International | Movistar+ Selección |
| 31 | Cosmo          | Universal Networks International | Movistar+ Selección |
| 34 | Syfy           | Universal Networks International | Movistar+ Selección |

### Jeunesse
| 40 | Disney Channel        | The Walt Disney Company Iberia   | Movistar+ Selección |
| 42 | Nickelodeon (Espagne) | ViacomCBS Networks EMEAA         | Movistar+ Selección |
| 43 | Nick Jr.              | ViacomCBS Networks EMEAA         | Movistar+ Selección |
| 44 | DreamWorks            | Universal Networks International | Movistar+ Selección |
| 45 | Baby TV               | Fox Networks Group               | Movistar+ Selección |
| 46 | Disney Junior         | The Walt Disney Company Iberia   | Movistar+ Selección |
| 47 | Canal Panda           | AMC Networks                     | Movistar+ Selección |
| 49 | Clan                  | Radiotelevisión Española         | Mini                |

### Découverte
| 60 | National Geographic      | Fox Networks Group                           | Movistar+ Selección |
| 62 | Discovery Channel        | Discovery Communications                     | Movistar+ Selección |
| 63 | Historia                 | A&E Television Networks                      | Movistar+ Selección |
| 67 | National Geographic Wild | Fox Networks Group                           | Movistar+ Selección |
| 69 | Canal Cocina             | AMC Networks                                 | Movistar+ Selección |
| 70 | De Casa                  | AMC Networks                                 | Movistar+ Selección |
| 82 | MTV 00s                  | ViacomCBS Networks EMEAA                     | Movistar+ Selección |
| 87 | Mezzo                    | Groupe Canal+ / Groupe Les Échos-Le Parisien | Mezzo               |
| 88 | Mezzo Live HD            | Groupe Canal+ / Groupe Les Échos-Le Parisien | Mezzo               |
| 90 | Caza y Pesca             | Telefónica                                   | Motor               |

### Catalan
| 100 | ATV           | Ràdio i Televisió d'Andorra | Mini |
| 101 | TV3           | Televisió de Catalunya      | Mini |
| 102 | Super 3/El 33 | Televisió de Catalunya      | Mini |
| 103 | Esport 3      | Televisió de Catalunya      | Mini |
| 104 | 3/24          | Televisió de Catalunya      | Mini |

### Généraliste espagnole
| 111 | La 1              | Radiotelevisión Española | MIni |
| 112 | La 2              | Radiotelevisión Española | MIni |
| 113 | Antena 3          | Atresmedia               | MIni |
| 114 | Cuatro            | Mediaset España          | MIni |
| 115 | Telecinco         | Mediaset España          | MIni |
| 116 | La Sexta          | Atresmedia               | MIni |
| 118 | Mega              | Atresmedia               | MIni |
| 119 | Neox              | Atresmedia               | MIni |
| 120 | FDF               | Mediaset España          | MIni |
| 121 | Nova              | Atresmedia               | MIni |
| 122 | Divinity          | Mediaset España          | MIni |
| 123 | Energy            | Mediaset España          | MIni |
| 124 | Boing             | Mediaset España          | MIni |
| 125 | MTV               | ViacomCBS Networks EMEAA | MIni |
| 126 | DMAX              | Discovery Communications | MIni |
| 127 | Paramount Network | ViacomCBS Networks EMEAA | MIni |
| 128 | DKISS             | Radio Blanca             | MIni |
| 129 | Be Mad            | Mediaset España          | MIni |
| 130 | TEN               | Grupo Secuoya            | MIni |
| 131 | TRECE             | Radio Popular            | MIni |
| 133 | Atreseries        | Atresmedia               | MIni |

### Français
| 141 | TF1         | Groupe TF1         | Mini |
| 142 | France 2    | France Télévisions | Mini |
| 143 | France 3    | France Télévisions | Mini |
| 144 | France Info | France Télévisions | Mini |
| 145 | France 5    | France Télévisions | Mini |
| 146 | M6          | Groupe M6          | Mini |
| 147 | Arte        | Arte France        | Mini |
| 148 | C8          | Groupe Canal+      | Mini |
| 149 | W9          | Groupe M6          | Mini |
| 150 | TFX         | Groupe TF1         | Mini |
| 151 | TMC         | Groupe TF1         | Mini |
| 152 | NRJ 12      | NRJ Group          | Mini |
| 153 | Gulli       | Groupe M6          | Mini |
| 155 | BFM TV      | NextRadioTV        | Mini |
| 156 | TV5 Monde   | TV5 Monde SA       | Mini |

### International
| 160 | RTP Internacional    | RTP                                   | Mini |
| 161 | TVI Internacional    | Media Capital                         | Mini |
| 169 | Pirineus TV          | Cadena Pirenaica de Ràdio i Televisió | Mini |
| 170 | TV Galicia           | Televisión de Galicia                 | Mini |
| 174 | Canal Sur Televisión | Radio y Televisión de Andalucía       | Mini |

### Information
| 180 | BBC               | BBC                        | Mini                |
| 181 | CNN International | Turner Broadcasting System | Mini                |
| 183 | Euronews          | EuronewsNBC                | Movistar+ Selección |
| 185 | Fox News          | Fox Networks Group         | Movistar+ Selección |
| 187 | RT                | TV-Novosti                 | Movistar+ Selección |
| 189 | Canal 24 horas    | Radiotelevisión Española   | Mini                |
| 191 | France 24         | France Médias Monde        | Mini                |

### Sport
| 201 | #Vamos por M+            | Telefónica                  | Movistar+ Selección  |
| 202 | LaLiga por M+            | Telefónica                  | LaLiga               |
| 203 | DAZN LaLiga              | Telefónica                  | LaLiga               |
| 205 | LaLiga Hypermotion       | Telefónica                  | LaLiga               |
| 206 | Liga de Campeones por M+ | Telefónica                  | Liga de Campeones    |
| 207 | Gol Play                 | Mediapro                    | Movistar+ Selección  |
| 213 | Deportes por M+          | Telefónica                  | Movistar+ Selección  |
| 220 | Golf por M+              | Telefónica                  | Golf                 |
| 230 | DAZN F1                  | DAZN                        | Motor                |
| 231 | DAZN 1                   | DAZN                        | Motor                |
| 232 | DAZN 2                   | DAZN                        | Motor                |
| 233 | DAZN 3                   | DAZN                        | Motor                |
| 234 | DAZN 4                   | DAZN                        | Motor                |
| 240 | Eurosport 1              | Discovery Communications    | Movistar + Selección |
| 243 | Eurosport 2              | Discovery Communications    | Movistar + Selección |
| 247 | Real Madrid TV           | Real Madrid CF / Telefónica | Movistar + Selección |
| 250 | TDP                      | Radiotelevisión Española    | Mini                 |

### Adulte
| 270 | Playboy TV | MindGeek | Playboy TV |

### Sport multicanaux
| 272 | Deportes 2 por M+          | Telefónica | Movistar+ Selección               |
| 273 | Deportes 3 por M+          | Telefónica | Movistar+ Selección               |
| 282 | LaLiga 2 por M+            | Telefónica | La Liga                           |
| 283 | LaLiga 3 por M+            | Telefónica | La Liga                           |
| 288 | LaLiga Hypermotion 2       | Telefónica | La Liga                           |
| 289 | LaLiga Hypermotion 3       | Telefónica | La Liga                           |
| 292 | Liga de Campeones 2 por M+ | Telefónica | Liga de Campeones                 |
| 293 | Liga de Campeones 3 por M+ | Telefónica | Liga de Campeones                 |
| 294 | Multi 1                    | Telefónica | Deportes/LaLiga/Liga de Campeones |
| 295 | Multi 2                    | Telefónica | Deportes/LaLiga/Liga de Campeones |
| 296 | Multi 3                    | Telefónica | Deportes/LaLiga/Liga de Campeones |

## Site
- andorratelecom.ad